# Acanthodelta radamana
Acanthodelta radamana là một loài bướm đêm trong họ Noctuidae.